# 한국문화원

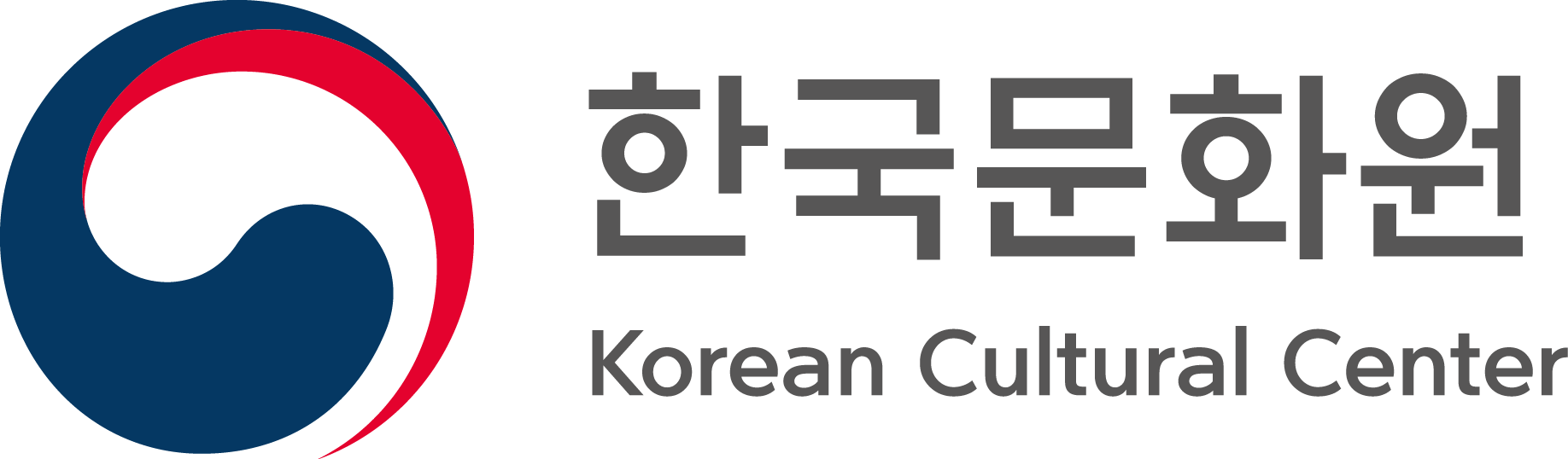
로고

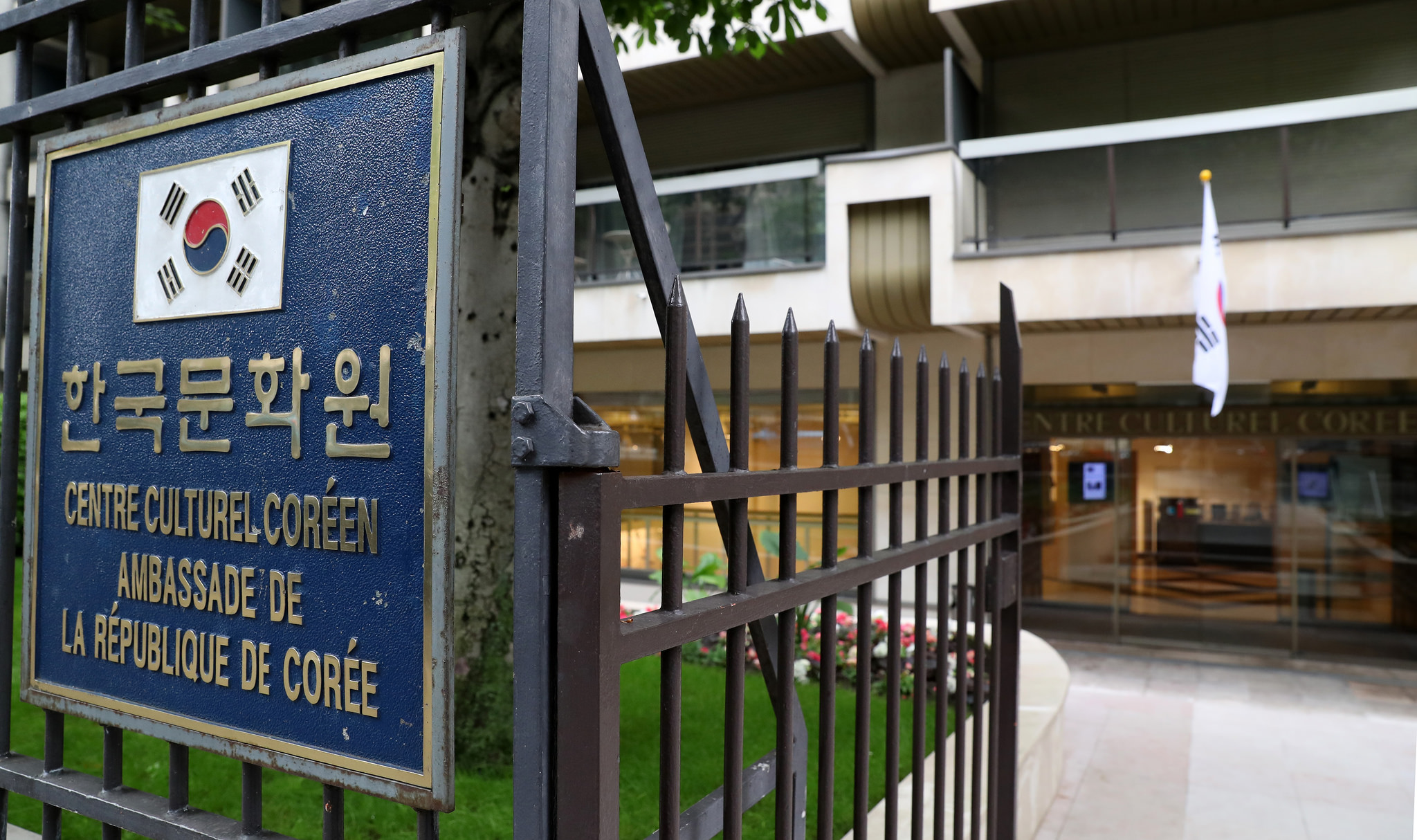
프랑스 파리의 한국문화원 입구

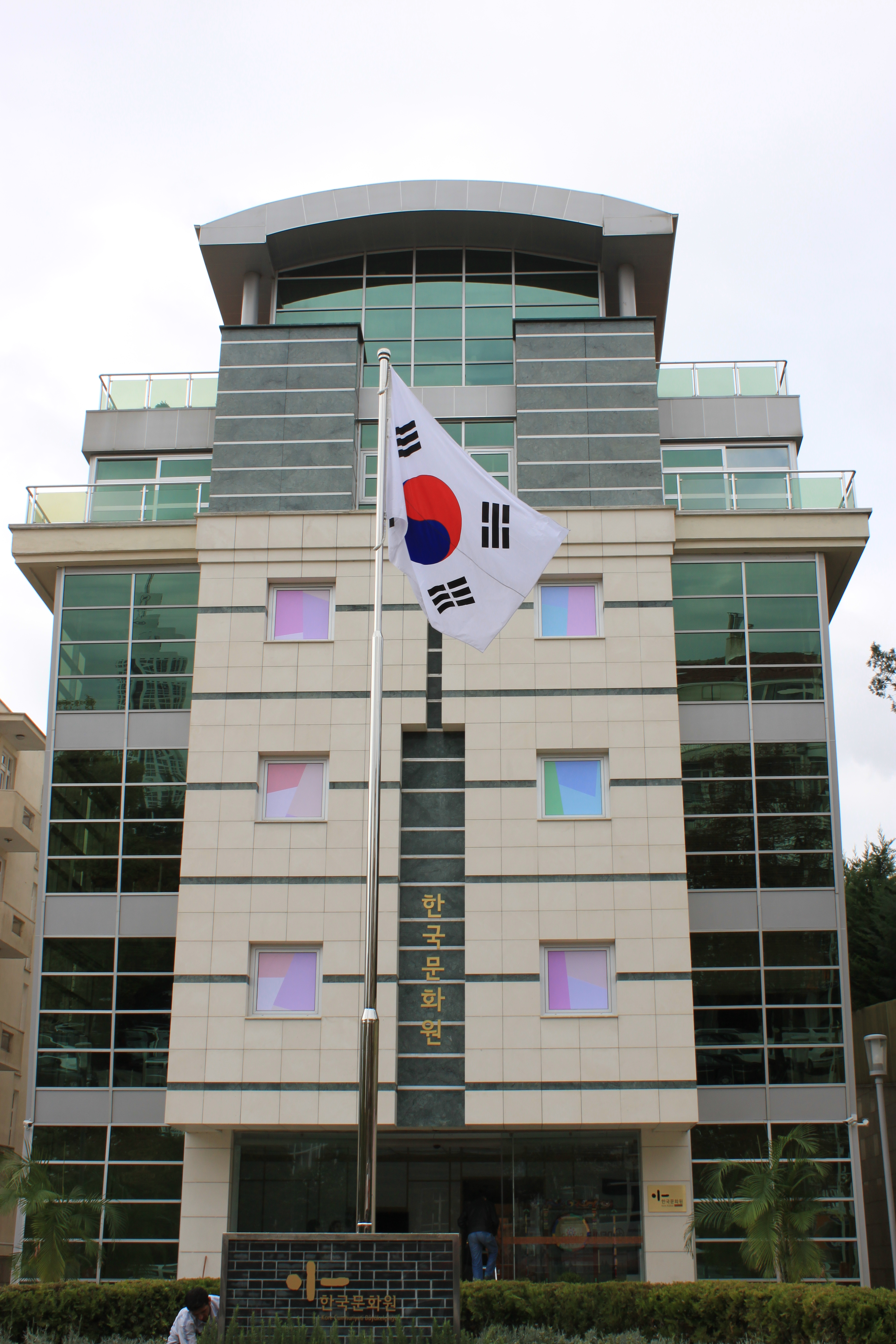
주튀르키예 한국문화원

한국문화원(韓國文化院, 영어: Korean Cultural Center/Centre, KCC)은 해외에서 한국 문화를 널리 알리는기관이다. 문화체육관광부 산하 해외문화홍보원(KCIS)이 2009년부터 세계 각지에 한국문화원을 설립하여 운영 중이다. 한국 문화의 다양한 측면에 대한 관심을 불러 일으키고 확산시키는 것이 한국문화원의 조직 목적이다.

## 한국문화원 소재지

한국문화원이 소재한 국가
대한민국

2024년 기준, 세계 30개국의 37곳에서 한국문화원들이 운영 중이다.

### 아시아 및 태평양
- 오스트레일리아 - 시드니(주시드니 한국문화원)
- 중국 - 베이징(주중 한국문화원), 상하이(주상하이 한국문화원)
- 홍콩 - 홍콩(주홍콩 한국문화원)
- 인도 - 뉴델리(주인도 한국문화원)
- 인도네시아 - 자카르타(주인도네시아 한국문화원)
- 일본 - 도쿄(주일 한국문화원). 오사카(주오사카 한국문화원)
- 카자흐스탄 - 아스타나(주카자흐스탄 한국문화원)
- 필리핀 - 메트로 마닐라 타기그(주필리핀 한국문화원)
- 태국 - 방콕(주태국 한국문화원)
- 베트남 - 하노이(주베트남 한국문화원)

### 유럽
- 오스트리아 - 빈(주오스트리아 한국문화원)
- 벨기에 - 브뤼셀(주벨기에 한국문화원)
- 프랑스 - 파리(주프랑스 한국문화원)
- 독일 - 베를린(주독일 한국문화원)
- 헝가리 - 부다페스트(주헝가리 한국문화원)
- 이탈리아 - 로마(주이탈리아 한국문화원)
- 폴란드 - 바르샤바(주폴란드 한국문화원)
- 러시아 - 모스크바(주러시아 한국문화원), 우수리스크 고려인문화센터(분원), 사할린한인문화센터(분원)
- 스페인 - 마드리드(주스페인 한국문화원)
- 스웨덴 - 스톡홀름(주스웨덴 한국문화원)
- 영국 - 런던(주영 한국문화원)

### 아메리카
- 아르헨티나 - 부에노스아이레스(주아르헨티나 한국문화원)
- 브라질 - 상파울루(주브라질 한국문화원)
- 캐나다 - 오타와(주캐나다 한국문화원)
- 멕시코 - 멕시코시티(주멕시코 한국문화원)
- 미국 - 워싱턴(주워싱턴 한국문화원), 로스앤젤레스(주로스앤젤레스 한국문화원), 뉴욕(주뉴욕 한국문화원)

### 중동 및 아프리카
- 이집트 - 카이로(주이집트 한국문화원)
- 나이지리아 - 아부자(주나이지리아 한국문화원)
- 튀르키예 - 앙카라(주튀르키예 한국문화원)
- 아랍에미리트 - 아부다비(주아랍에미리트 한국문화원)
- 남아프리카 공화국 - 프리토리아(주남아프리카 공화국 한국문화원)

## 사진

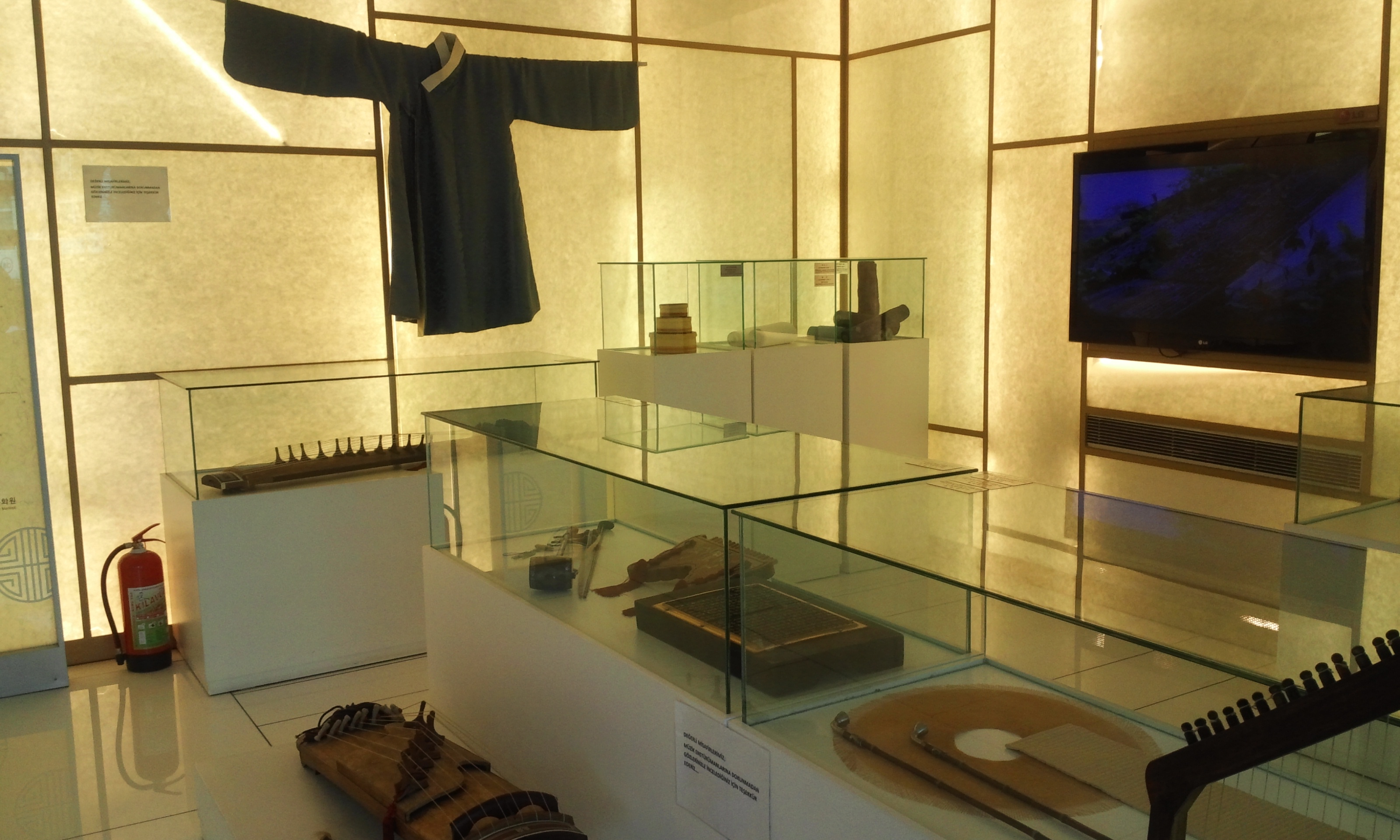
튀르키예 앙카라의 한국문화원에 전시된 한복과 전통악기

## 같이 보기
- 한국학교
- 세종학당재단
- 한국국제협력단(KOICA, 코이카)
- 한국계 교민